# 기타이치얀역
기타이치얀역(일본어: 北一已駅)은 일본 홋카이도 후카가와시에 위치한 홋카이도 여객철도 루모이 본선의 철도역이다. 단선 승강장 1면 1선의 구조를 갖춘 지상역이다.

## 이용 현황
- 1981년도 : 12명
- 1992년도 : 6명

## 역 주변
- 국도 제233호선

## 역사
- 1955년 7월 20일 : 일본국유철도 루모이 본선 후카가와 역 - 짓푸베쓰 역 간에 기타이치얀역으로서 개업. 역사는, 당시에 폐역으로 되어 있던 후카가와 선 우쓰나이 가승강장을 해체, 이설했다. 여객 · 소화물 취급만.
- 1984년 2월 1일 : 소화물 취급 폐지. 동시에 폐색 합리화에 수반해 교환 설비 폐지에 의해 무인화.
- 1987년 4월 1일 : 일본국유철도 분할 민영화에 의해, 홋카이도 여객철도가 승계.
- 1997년 4월 1일 : 선로명을 루모이 본선으로 개칭. 그것에 수반해 이 선의 역이 된다.

## 인접 역
| 홋카이도 여객철도 루모이 본선 | 홋카이도 여객철도 루모이 본선 | 홋카이도 여객철도 루모이 본선 |
| ----------------------------- | ----------------------------- | ----------------------------- |
| 후카가와 후카가와 방면        | 루모이 본선                   | 짓푸베쓰 마시케 방면          |